# Andrei Poverlovici
Andrei Poverlovici (sinh ngày 17 tháng 10 năm 1985) là một cầu thủ bóng đá người România thi đấu ở vị trí Hậu vệ cho câu lạc bộ Liga IV SR Brașov.